# Partido Social de Unidade Nacional
O Partido Social de Unidade Nacional (em espanhol: Partido Social de Unidad Nacional ou Partido de la U) é um partido político colombiano liberalista.
Foi fundado em 2005 por dissidentes do Partido Liberal Colombiano com o objetivo de ampliar o apoio ao então Presidente, Álvaro Uribe. Após formar uma coligação com o Partido Conservador e o Partido Liberal, tornou-se a maior representação política do país e uma das mais influentes da América Latina.
O "Partido do U" foi frequentemente considerado o partido de Álvaro Uribe, embora este tenha sido eleito pela legenda Primero Colombia. Contudo, foi o responsável principal pela reeleição de Uribe em 2006 e um dos defensores de sua candidatura para as eleições de 2010, quando Juan Manuel Santos foi o nomeado para a disputa. Os críticos, entre os quais alguns dissidentes, alertam para uma fraca definição ideológica do partido, uma vez que entre os seus filiados estão os militantes do Conservadorismo e do Liberalismo. Para tal, o partido define-se como "conservador-liberal".
Os membros do "Partido do U" defendem principalmente investimentos nas áreas de segurança, emprego e modernização da indústria colombiana. Apoiam também a redução da carga tributária para atrair mais investimentos internos, segundo as lideranças do partido. Quanto à política externa, defendem um distanciamento do Bolivarianismo e o aprofundamento das relações comerciais com os Estados Unidos, o que de fato procedeu no Governo Uribe (2002 - 2010).